# 黑尔姆斯托夫
黑尔姆斯托夫是德国石勒苏益格－荷尔斯泰因州的一个市镇。总面积12.73平方公里，总人口331人，其中男性169人，女性162人（2011年12月31日），人口密度26人/平方公里。